# 泰勒·罗切斯蒂
泰勒·坎贝尔·罗切斯蒂（英語：Taylor Campbell Rochestie，1985年7月1日—），美國籃球運動員。他曾效力於以色列球隊Maccabi Tel Aviv B.C.，现为自由球员。他也代表黑山國家男子籃球隊參賽。

## 外部連結
- 泰勒·罗切斯蒂在fiba.basketball（英语）
- 泰勒·罗切斯蒂在archive.fiba.com（archived）（英语）
- 泰勒·罗切斯蒂在歐洲籃球聯賽（英语）
- 泰勒·罗切斯蒂在亞得里亞海聯賽（英语）
- 泰勒·罗切斯蒂在VTB聯賽（英语）
- 泰勒·罗切斯蒂在西班牙篮球甲级联赛（球員）（西班牙语）
- 泰勒·罗切斯蒂在義大利籃球聯賽（意大利语）
- 泰勒·罗切斯蒂在德國籃球甲級聯賽（德语）
- 泰勒·罗切斯蒂在土耳其籃球超級聯賽（英语）
- 泰勒·罗切斯蒂在Basketball-Reference.com（國際）（英语）
- 泰勒·罗切斯蒂在Sports-Reference.com（NCAA）（英语）
- 泰勒·罗切斯蒂在Eurobasket.com（球員）（英语）
- 泰勒·罗切斯蒂在RealGM（英语）
- 泰勒·罗切斯蒂在Proballers（英语）
- 泰勒·罗切斯蒂在中国篮球数据库（新浪网）